# Ian McEwan
Ian Russell McEwan (Aldershot, 21 giugno 1948) è uno scrittore e sceneggiatore britannico.

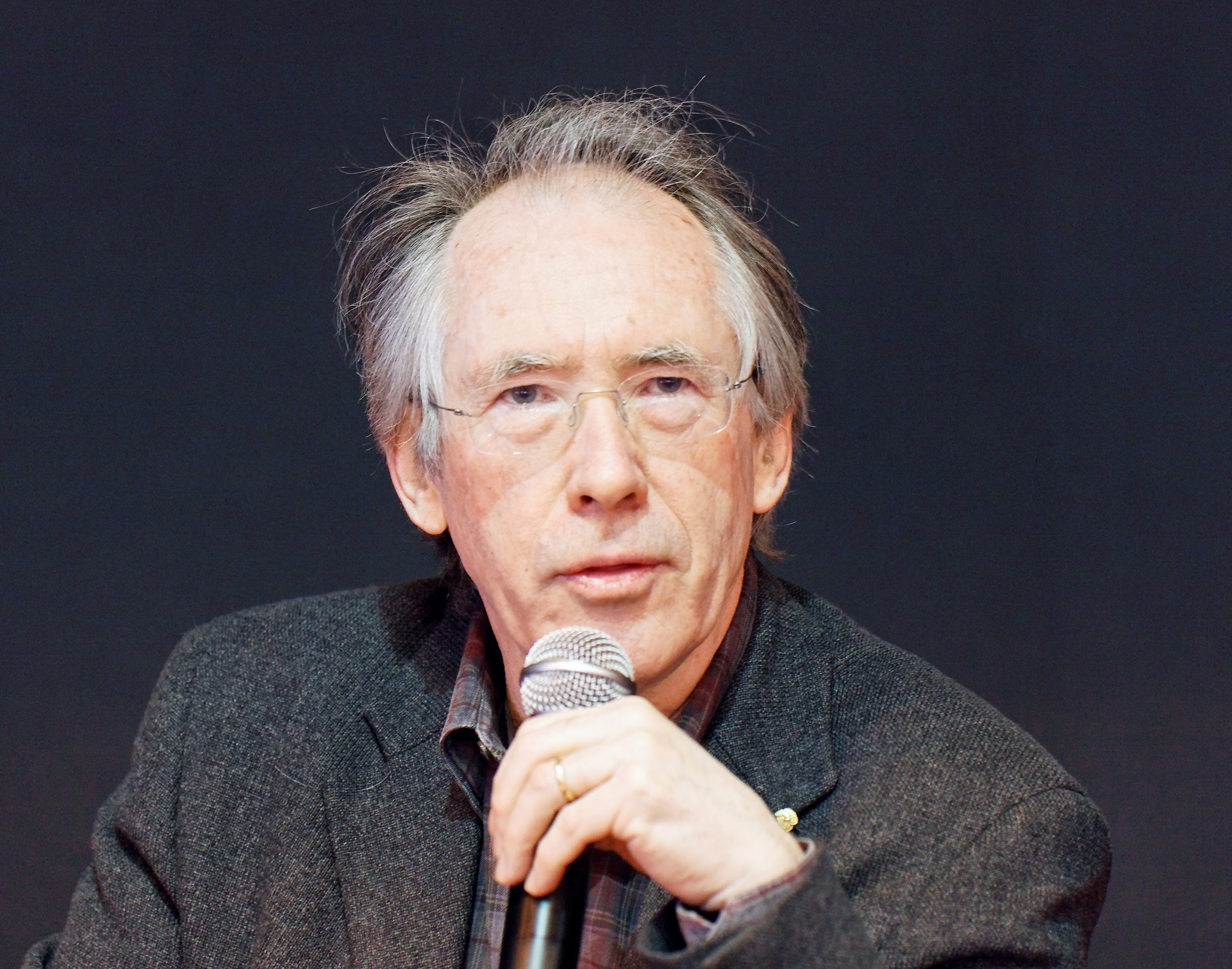
McEwan al Salone del libro di Parigi del 2011.

Nel 2008, il Times lo ha inserito nella lista dei "50 più grandi scrittori britannici dal 1945" e il Daily Telegraph lo ha inserito nella lista delle "100 persone più potenti della cultura britannica".

## Biografia
È nato nel 1948 ad Aldershot e vive ad Oxford. È autore di due raccolte di racconti e di oltre quindici romanzi. Tutti i suoi libri vengono pubblicati in Italia da Einaudi.
La sua prima pubblicazione è la collezione di racconti Primo amore, ultimi riti nel 1975. Nel 1998 fa discutere la sua premiazione al Booker Prize per il romanzo Amsterdam. Il libro del 1997 L'amore fatale, su una persona affetta dalla Sindrome di de Clerambault, viene da molti considerato un capolavoro, ma anche il suo romanzo Espiazione ha ricevuto critiche egualmente favorevoli.
Nel marzo e nell'aprile 2004, solo qualche mese dopo che il governo britannico lo aveva invitato a presenziare a una cena in onore della First Lady Laura Bush, a McEwan è stato negato l'ingresso negli Stati Uniti dal Dipartimento per la Homeland Security non essendo provvisto del visto corretto per un soggiorno di lavoro (lo scrittore si accingeva a tenere una serie di lezioni dietro compenso). Solo dopo diversi giorni di esposizione del caso sulla stampa britannica a McEwan è stato concesso l'ingresso, a ragione del fatto che, come illustrato da un funzionario di frontiera, «siamo ancora dell'avviso che lei non dovrebbe entrare, ma il suo caso ci sta procurando un danno di immagine.»
Sposato due volte, dalla prima moglie ha avuto due figli lungamente contesi. Nel 2002 scoprì di avere un fratello maggiore che la madre, Rose Wort, aveva dato in adozione durante la seconda guerra mondiale, quando era sposata con il primo marito che si trovava al fronte ma aveva una relazione con David McEwan di cui era rimasta incinta. Il primo marito morì al fronte e dopo il conflitto Rose e David si ritrovarono, si sposarono e dal loro matrimonio nacque Ian.
Per due volte è stato accusato di plagio: la prima per il suo romanzo d'esordio Il giardino di cemento e la seconda per Espiazione.
È soprannominato "Ian Macabre" per i toni cupi di molte delle sue narrazioni.
Il suo romanzo del 2020, Lo scarafaggio, risulta essere fra i libri più letti nell'estate 2020.

## Opinioni sulla religione e sulla politica
Nel 2008, McEwan ha espresso pubblicamente il suo dissenso nei confronti dell'islamismo per le posizioni che questo sostiene nei confronti delle donne e dell'omosessualità. È stato citato mentre affermava che l'Islam fondamentalista mirava a creare una società che lui "detestava". I suoi commenti sono apparsi sul quotidiano italiano Corriere della Sera per difendere il collega scrittore Martin Amis dalle accuse di razzismo. McEwan, ateo, ha dichiarato che alcuni orientamenti del cristianesimo sono "altrettanto assurdi" e che non gli piacciono "queste visioni medievali del mondo secondo le quali Dio viene a salvare i fedeli e a condannare gli altri".

## Riconoscimenti
McEwan è stato candidato al Booker Prize in sei occasioni fino ad oggi, vincendo il premio per Amsterdam nel 1998. Le altre candidature sono state per Cortesie per gli ospiti (1981, finalista), Cani neri (1992, finalista), Espiazione (2001, finalista), Sabato (2005, in lista lunga) e Chesil Beach (2007, finalista). McEwan ha inoltre ricevuto candidature per l'International Booker Prize nel 2005 e nel 2007.
È Fellow della Royal Society of Literature (FRSL), Fellow della Royal Society of Arts (FRSA), Fellow della Society of Authors, e Fellow dell'American Academy of Arts and Sciences. Nel 1999 gli fu assegnato il premio annuale Shakespeare Prize dalla Alfred Toepfer Foundation di Amburgo. È anche Distinguished Supporter di Humanists UK. Fu nominato Commander of the Order of the British Empire (CBE) negli honori del Nuovo Anno 2000 per i suoi servizi alla letteratura.
Nel 2005 fu il primo destinatario del Harold and Ethel L. Stellfox Visiting Scholar and Writers Program Award del Dickinson College, a Carlisle, Pennsylvania. Nel 2008, McEwan ricevette il titolo onorifico di Dottore in Lettere dall'University College London, dove aveva precedentemente insegnato letteratura inglese.
Nel 2006, il Consiglio di Amministrazione del Kenyon Review ha onorato McEwan con il Kenyon Review Award for Literary Achievement, scrivendo che "le storie, i romanzi e le opere teatrali di McEwan si distinguono per i loro intensi drammi artistici, esplorando collisioni inaspettate e spesso brutali tra l’ordinario e lo straordinario".
Nel 2008, The Times ha inserito McEwan nella loro lista dei "50 più grandi scrittori britannici dal 1945". Nel 2010, McEwan ha ricevuto il Peggy V. Helmerich Distinguished Author Award, premio assegnato annualmente dal Tulsa Library Trust.
Il 20 febbraio 2011, McEwan è stato insignito del Jerusalem Prize per la Libertà dell’Individuo nella Società. Ha accettato il premio, nonostante le controversie e le pressioni da parte di gruppi e individui contrari al governo israeliano. In una lettera rivolta a The Guardian, McEwan ha risposto ai suoi critici, e in particolare al gruppo British Writers in Support of Palestine (BWISP), scrivendo in parte:
"Esistono modi in cui l’arte può avere una portata più ampia della politica, e per me l’emblema in questo senso è l’Orchestra West-Eastern Divan di Daniel Barenboim – sicuramente un raggio di speranza in un paesaggio oscuro, sebbene denigrato dalla destra religiosa israeliana e da Hamas. Se il BWISP è contrario a questo particolare progetto, allora chiaramente non abbiamo nulla più da dire l’uno all’altro."
Il discorso di accettazione di McEwan ha affrontato le lamentele contro di lui, offrendo ulteriori dettagli sulle ragioni che lo hanno portato ad accettare il premio. Ha inoltre dichiarato che donerà l’importo del premio, "diecimila dollari a Combatants for Peace, un’organizzazione che riunisce ex-soldati israeliani ed ex combattenti palestinesi".

## Opere

### Romanzi
- Il giardino di cemento (The Cement Garden, 1978), Torino, Einaudi, 1980
- Cortesie per gli ospiti (The Comfort of Strangers, 1981), Torino, Einaudi, 1983
- Bambini nel tempo (The Child in Time, 1987), Torino, Einaudi, 1988
- Lettera a Berlino (The Innocent, 1990), Torino, Einaudi, 1990
- Cani neri (Black Dogs, 1992), Torino, Einaudi, 1993
- L'amore fatale (Enduring Love, 1997), Torino, Einaudi, 1997
- Amsterdam (Amsterdam, 1998), Torino, Einaudi, 1998
- Espiazione (Atonement, 2001), Torino, Einaudi, 2002
- Sabato (Saturday, 2005), trad. di Susanna Basso, Torino, Einaudi, 2005
- Chesil Beach (On Chesil Beach, 2007), Torino, Einaudi, 2007
- Solar (Solar, 2010), Torino, Einaudi, 2010
- Miele (Sweet Tooth, 2012), trad. di Maurizia Balmelli, Torino, Einaudi, 2012
- La ballata di Adam Henry (The Children Act, 2014), Torino, Einaudi, 2014
- Nel guscio (Nutshell, 2016), Torino, Einaudi, 2017
- Macchine come me e persone come voi (Machines Like Me, 2019), Torino, Einaudi, 2019
- Lo scarafaggio (The Cockroach, 2019), Torino, Einaudi, 2020
- Lezioni (Lessons, 2022), trad. di Susanna Basso, Torino, Einaudi, 2023.

### Raccolte di racconti
- Primo amore, ultimi riti (First Love, Last Rites, 1975)
- Fra le lenzuola (In Between the Sheets, 1978)
- The Short Stories (1995)
- Il mio romanzo viola profumato (My Purple Scented Novel, 2016), Torino, Einaudi, 2018 [uscita sul New Yorker; poi come libretto celebrativo dei 70 anni dell'autore, nel 2018]

### Narrativa per bambini
- Rosa Bianca (Rose Blanche, 1985)
- L'inventore di sogni, (The Daydreamer, 1994), San Dorligo, Einaudi Ragazzi, 1994

### Libretti per musica
- Or Shall We Die? (1983)
- For you (2008)

### Saggi
- Invito alla meraviglia. Per un incontro ravvicinato con la scienza (Science, 2019), traduzione di Susanna Basso e Norman Gobetti, Collana Frontiere, Torino, Einaudi, 2020, ISBN 978-88-062-4631-0.
- Lo spazio dell'immaginazione, traduzione di Susanna Basso, Collana Frontiere, Torino, Einaudi, 2022, ISBN 9788806254414

### Sceneggiature
- L'ambizione di James Penfield (The Ploughman's Lunch, 1983)
- La legge delle triadi (Soursweet, 1988)
- L'innocenza del diavolo (The Good Son, 1993)
- Chesil Beach - Il segreto di una notte (On Chesil Beach, 2017), regia di Dominic Cooke
- The Children Act - Il verdetto (The Children Act, 2017), regia di Richard Eyre

### Adattamenti cinematografici
- Last Day of Summer (1984)
- Schmetterlinge (1988)
- Cortesie per gli ospiti (The Comfort of Strangers) (1990)
- Il giardino di cemento (The Cement Garden) (1993)
- Conversazione con l'uomo dell'armadio (Rozmowa z czlowiekiem z szafy) (1993)
- The Innocent (1993)
- First Love, Last Rites (1997)
- Solid Geometry (2002) - cortometraggio
- Foglie di cemento (2003) - cortometraggio
- L'amore fatale (Enduring Love) (2004)
- Butterflies (2005) - cortometraggio
- Espiazione (Atonement) (2007)
- Chesil Beach - Il segreto di una notte (On Chesil Beach) (2017)
- The Children Act - Il verdetto (The Children Act) (2017)
- Bambini nel tempo (The Child in Time) (2017)
- Sweet Tooth (in lavorazione)